# Houtlaan (Nijmegen)
De Houtlaan is een straat in het zuidoosten van Nijmegen, in de Nederlandse provincie Gelderland. De straat loopt aan de noordrand van de wijk Brakkenstein en grenst deze wijk af van Heijendaal.

## Naam
De straat wordt in 1859 vermeld, dan als Veldweg (ten Zuiden Van Brakkensteyn). Op 27 januari 1906 werd deze naam middels een raadsbesluit gewijzigd in Houtlaan, "om het fraaie hout langs den weg en zijn omgeving" (H.P.M. Teunissen, 1933)

## Route
De Houtlaan begint meteen ten zuiden van een verkeersrotonde aan de Heyendaalseweg. De straat loopt hiervandaan een eind in westelijke richting en komt uit op de St. Annastraat. Net daarvoor splitst de Houtlaan zich in tweeën, deze weggedeeltes hebben geen eigen namen.
De Houtlaan loopt meteen ten zuiden van de campus van de Radboud Universiteit. Meteen ten noorden van de rotonde ligt het Erasmusgebouw. 

## Monumenten
Aan de Houtlaan 4 ligt het Berchmanianum, een rijksmonument. Dit voormalige kloosterverblijf van de Sociëteit van Jezus doet inmiddels dienst als academisch gebouw van de universiteit.. 

## Varia
- De Houtlaan moet niet worden verward met de Houtstraat in de Nijmeegse binnenstad.